# DJ Sammy/Diskografie
Diese Diskografie ist eine Übersicht über die musikalischen Werke des spanischen Trance-DJs DJ Sammy. Den Schallplattenauszeichnungen zufolge hat er bisher mehr als 2,3 Millionen Tonträger verkauft. Seine erfolgreichste Veröffentlichung ist die Single Heaven mit über 1,7 Millionen verkauften Einheiten.

## Alben

### Studioalben
| Jahr | Titel Musiklabel                      | Höchstplatzierung, Gesamtwochen, AuszeichnungChartplatzierungen (Jahr, Titel, Musiklabel, Platzierungen, Wochen, Auszeichnungen, Anmerkungen) | Höchstplatzierung, Gesamtwochen, AuszeichnungChartplatzierungen (Jahr, Titel, Musiklabel, Platzierungen, Wochen, Auszeichnungen, Anmerkungen) | Höchstplatzierung, Gesamtwochen, AuszeichnungChartplatzierungen (Jahr, Titel, Musiklabel, Platzierungen, Wochen, Auszeichnungen, Anmerkungen) | Höchstplatzierung, Gesamtwochen, AuszeichnungChartplatzierungen (Jahr, Titel, Musiklabel, Platzierungen, Wochen, Auszeichnungen, Anmerkungen) | Höchstplatzierung, Gesamtwochen, AuszeichnungChartplatzierungen (Jahr, Titel, Musiklabel, Platzierungen, Wochen, Auszeichnungen, Anmerkungen) | Anmerkungen                                       |
| Jahr | Titel Musiklabel                      | DE | AT | CH | UK | US | Anmerkungen                                       |
| ---- | ------------------------------------- | --- | --- | --- | --- | --- | ------------------------------------------------- |
| 1998 | Life Is Just a Game Universal Records | DE62 (6 Wo.)DE | — | — | — | — | Erstveröffentlichung: 29. Juni 1998 feat. Carisma |
| 2002 | Heaven Robbins                        | — | — | — | UK14 Gold · (12 Wo.)UK | US67 (13 Wo.)US | Erstveröffentlichung: 13. Mai 2002                |
| 2005 | The Rise Central Station              | — | — | — | — | — | Erstveröffentlichung: 10. Mai 2005                |

### Kompilationen
- 1999: DJ Sammy at Work (In the Mix) (DJ-Mix)

## Singles

### Als Leadmusiker
| Jahr | Titel Album                                 | Höchstplatzierung, Gesamtwochen, AuszeichnungChartplatzierungen (Jahr, Titel, Album, Platzierungen, Wochen, Auszeichnungen, Anmerkungen) | Höchstplatzierung, Gesamtwochen, AuszeichnungChartplatzierungen (Jahr, Titel, Album, Platzierungen, Wochen, Auszeichnungen, Anmerkungen) | Höchstplatzierung, Gesamtwochen, AuszeichnungChartplatzierungen (Jahr, Titel, Album, Platzierungen, Wochen, Auszeichnungen, Anmerkungen) | Höchstplatzierung, Gesamtwochen, AuszeichnungChartplatzierungen (Jahr, Titel, Album, Platzierungen, Wochen, Auszeichnungen, Anmerkungen) | Höchstplatzierung, Gesamtwochen, AuszeichnungChartplatzierungen (Jahr, Titel, Album, Platzierungen, Wochen, Auszeichnungen, Anmerkungen) | Anmerkungen                                                                                       |
| Jahr | Titel Album                                 | DE | AT | CH | UK | US | Anmerkungen                                                                                       |
| ---- | ------------------------------------------- | --- | --- | --- | --- | --- | ------------------------------------------------------------------------------------------------- |
| 1997 | Prince of Love Life Is Just a Game          | DE24 (15 Wo.)DE | — | — | — | — | Erstveröffentlichung: 9. Juni 1997 feat. Carisma                                                  |
| 1997 | Golden Child Life Is Just a Game            | DE43 (7 Wo.)DE | — | — | — | — | Erstveröffentlichung: 14. August 1997 feat. Carisma                                               |
| 1998 | Magic Moment Life Is Just a Game            | DE67 (2 Wo.)DE | — | — | — | — | Erstveröffentlichung: 11. Mai 1998 feat. Carisma                                                  |
| 1999 | In 2 Eternity DJ Sammy at Work (In the Mix) | DE31 (7 Wo.)DE | — | CH48 (2 Wo.)CH | — | — | Erstveröffentlichung: 8. Februar 1999 feat. Carisma                                               |
| 2001 | Heaven                                      | DE10 (13 Wo.)DE | AT16 (14 Wo.)AT | CH39 (12 Wo.)CH | UK1 ×2Doppelplatin · (37 Wo.)UK | US8 Gold · (27 Wo.)US | Erstveröffentlichung: 21. November 2001 feat. Yanou & Do; Original: Bryan Adams                   |
| 2002 | Sunlight Heaven                             | DE50 (7 Wo.)DE | AT58 (5 Wo.)AT | — | UK8 (12 Wo.)UK | — | Erstveröffentlichung: 15. Mai 2002 als DJ Sammy DP feat. Carisma                                  |
| 2002 | The Boys of Summer Heaven                   | DE25 (9 Wo.)DE | AT49 (9 Wo.)AT | — | UK2 Silber · (22 Wo.)UK | — | Erstveröffentlichung: 18. November 2002 feat. Loona                                               |
| 2004 | Rise Again The Rise                         | DE53 (4 Wo.)DE | — | CH88 (2 Wo.)CH | — | — | Erstveröffentlichung: 27. August 2004 feat. Loona                                                 |
| 2005 | Why The Rise                                | DE64 (3 Wo.)DE | — | — | UK7 (7 Wo.)UK | — | Erstveröffentlichung: 15. August 2005                                                             |
| 2013 | Shut Up & Kiss Me –                         | DE65 (3 Wo.)DE | AT54 (3 Wo.)AT | — | — | — | Erstveröffentlichung: 28. Juni 2013 feat. The Jackie Boyz                                         |
| 2015 | I Wanna Luv Ya –                            | DE27 (12 Wo.)DE | — | — | — | — | Erstveröffentlichung: 10. Juli 2015 mit Zeus & The Harleking als Mafia Clowns feat. Sean Kingston |

Weitere Singles
- 1995: Life Is Just a Game (feat. Carisma)
- 1996: You’re My Angel (feat. Carisma)
- 2005: L’bby Haba
- 2007: Everybody Hurts (feat. Nyah)
- 2009: Feel the Love (feat. Nyah)
- 2011: Animal (feat. Nyah & Jean Baptiste)
- 2012: Look for Love (feat. Jean Baptiste)

### Als Parker & Hanson
| Jahr | Titel              | Anmerkungen                            |
| ---- | ------------------ | -------------------------------------- |
| 2006 | Let Me Be          | Erstveröffentlichung: 1. August 2006   |
| 2007 | It’s Not Too Late  | Erstveröffentlichung: 1. März 2007     |
| 2008 | Aim High Shoot Low | Erstveröffentlichung: 5. Mai 2008      |
| 2010 | Alquimia           | Erstveröffentlichung: 8. November 2010 |
| 2011 | Arabesque          | Erstveröffentlichung: 5. März 2011     |

### Remixe
| Jahr | Titel                                        | Interpret                            |
| ---- | -------------------------------------------- | ------------------------------------ |
| 1996 | Fantasy World (DJ Sammy’s J.O.Y. Palace Rmx) | Charly Lownoise & Mental Theo        |
| 1997 | Friday Night (DJ Sammy Club Mix)             | Twenty 4 Seven feat. Stella & Stay-C |
| 1997 | Spanish Hustle (DJ Sammy Remix)              | Cocina Latina                        |
| 1998 | Living on a Fantasy (DJ Sammy Style)         | Adrima                               |
| 2009 | Earth Song (DJ Sammy Remix)                  | Michael Jackson                      |
| 2011 | Ready When You Are (DJ Sammy Extended Mix)   | Fawni                                |
| 2012 | Where’s Your Head At (DJ Sammy Remix)        | Jean Elan                            |

## Musikvideos
| Jahr | Titel          | Regisseur       |
| ---- | -------------- | --------------- |
| 1997 | Prince of Love |                 |
| 1997 | Golden Child   | Oliver Sommer   |
| 1998 | Magic Moment   | Oliver Sommer   |
| 2002 | Heaven         | Oliver Bradford |
| 2002 | Boys of Summer |                 |
| 2002 | Sunlight       |                 |
| 2004 | Rise Again     |                 |
| 2005 | Why            | Urban Ström     |
| 2005 | L’bby Haba     |                 |

## Statistik

### Chartauswertung
|                     | DE    | AT    | CH    | UK    | US    |
| ------------------- | ----- | ----- | ----- | ----- | ----- |
| Nummer-eins-Alben   | DE—DE | AT—AT | CH—CH | UK—UK | US—US |
| Top-10-Alben        | DE—DE | AT—AT | CH—CH | UK—UK | US—US |
| Alben in den Charts | DE1DE | AT—AT | CH—CH | UK1UK | US1US |

|                       | DE     | AT    | CH    | UK    | US    |
| --------------------- | ------ | ----- | ----- | ----- | ----- |
| Nummer-eins-Singles   | DE—DE  | AT—AT | CH—CH | UK1UK | US—US |
| Top-10-Singles        | DE1DE  | AT—AT | CH—CH | UK4UK | US1US |
| Singles in den Charts | DE10DE | AT4AT | CH3CH | UK4UK | US1US |

### Auszeichnungen für Musikverkäufe
| Silberne Schallplatte - Frankreich - 2004: für die Single Heaven Goldene Schallplatte - Australien - 2011: für die Single The Boys of Summer - Neuseeland - 2003: für das Album Heaven - 2003: für die Single The Boys of Summer - Norwegen - 2002: für die Single Heaven | Platin-Schallplatte - Australien - 2003: für die Single Heaven - Neuseeland - 2003: für die Single Heaven |

Anmerkung: Auszeichnungen in Ländern aus den Charttabellen bzw. Chartboxen sind in ebendiesen zu finden.
| Land/RegionAuszeichnungen für Musikverkäufe (Land/Region, Auszeichnungen, Verkäufe, Quellen) | Silber     | Gold     | Platin     | Verkäufe  | Quellen                                                    |
| -------------------------------------------------------------------------------------------- | ---------- | -------- | ---------- | --------- | ---------------------------------------------------------- |
| Australien (ARIA)                                                                            | —          | Gold1    | Platin1    | 105.000   | aria.com.au                                                |
| Frankreich (SNEP)                                                                            | Silber1    | —        | —          | 125.000   | infodisc.fr                                                |
| Neuseeland (RMNZ)                                                                            | —          | 2× Gold2 | Platin1    | 30.000    | aotearoamusiccharts.co.nz                                  |
| Norwegen (IFPI)                                                                              | —          | Gold1    | —          | 5.000     | ifpi.no (Memento vom 5. November 2012 im Internet Archive) |
| Vereinigte Staaten (RIAA)                                                                    | —          | Gold1    | —          | 500.000   | riaa.com                                                   |
| Vereinigtes Königreich (BPI)                                                                 | Silber1    | Gold1    | 2× Platin2 | 1.540.000 | bpi.co.uk officialcharts.com                               |
| Insgesamt                                                                                    | 2× Silber2 | 6× Gold6 | 4× Platin4 |           |                                                            |